# Ellen O. Moyer
Ellen Oosterling Moyer, född 12 februari 1936 i Camden, New Jersey, är en amerikansk demokratisk politiker. Hon var den första kvinnliga borgmästaren i Annapolis historia 2001–2009.
Ellen Oosterling studerade vid Pennsylvania State University och gifte sig med Pip Moyer som var borgmästare i Annapolis 1965–1973. Paret fick fem barn och äktenskapet slutade år 1973 i skilsmässa. År 1979 gifte hon om sig med Tom Conroy som avled år 2002. Ellen Moyer arbetade som lobbyist för lärarfacket och tillträdde år 2001 guvernörsämbetet. Moyer efterträddes år 2009 som borgmästare av Joshua J. Cohen.